# Comédie érotique

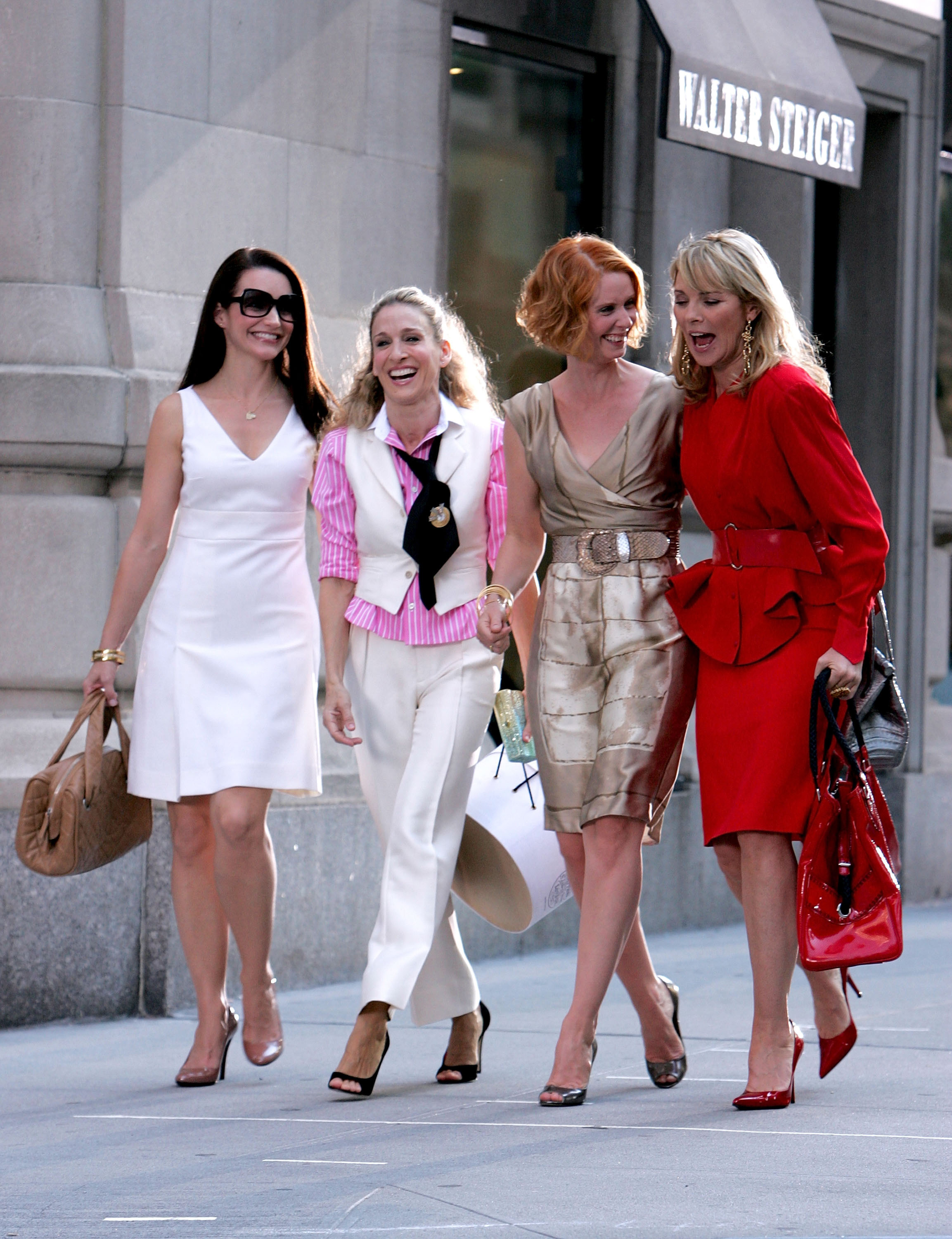
Sex and the City

La comédie érotique désigne un genre cinématographique qui mélange des éléments de comédie humoristique et de film érotique. Le genre a été particulièrement prolifique dans les années 1970.
Plusieurs pays ont été particulièrement prolifiques dans la réalisation de films de ce genre, dont l'Italie et ses comédies érotiques à l'italienne, l'Espagne et ses destape, l'Allemagne et ses Lederhosenfilmen, mais également le Brésil et ses pornochanchada. Au Royaume-Uni, ce courant est principalement associé à l'acteur Robin Askwith (en), qui incarnait le personnage de Timmy Lea dans la série de films Confessions.... Chacun de ces courants a ses propres particularités, puisqu'ils peuvent être, comme au Brésil ou en Italie, une manière de contourner la morale ou la censure politique, ou peut être à l'inverse, comme en Allemagne, l'expression de la liberté sexuelle propre à cette époque.